# Val Seriana
La Val Seriana (anche Valle Seriana  o Valseriana e Àl Seriàna in dialetto bergamasco, toponimo derivante dal nome del fiume da cui è attraversata: il Serio) è una vallata della Lombardia centro-orientale situata in Provincia di Bergamo. Territorialmente posizionata nelle Prealpi Lombarde (più precisamente nei gruppi delle Prealpi Bergamasche e delle Alpi Orobie) a Sud inizia in corrispondenza del Monte Bastia e del colle Maresana che si elevano rispettivamente nei comuni di Villa di Serio e Ponteranica mentre il limite settentrionale è marcato dalla sorgente del Serio situata sul Monte Torena. 
In essa confluiscono numerose valli laterali come la Val Gavarnia, la Valle del Lujo, la Valle Rossa, la Val Gandino, la Val Vertova, la Val del Riso, la Valcanale, la Val Sanguigno, la Val Sedornia, la Val Bondione, la Val Cerviera e dal punto di vista storico-culturale anche la Val Borlezza che si dirama dall'altopiano di Clusone verso il lago d'Iseo e la Val Camonica (anche se geograficamente è tributaria di quest'ultima).

## Storia
(Gabriele D'Annunzio)

### I primi insediamenti
I primi insediamenti in Val Seriana risalgono al VII millennio a.C., quando l'uomo inizia a stanziarsi anche nelle zone di alta quota precedentemente inaccessibili a causa delle glaciazioni. Le presenze umane aumentano nel III millennio a.C. durante la cosiddetta età del rame quando l'uomo vive in grotte e ripari presenti ancora sul territorio; ne sono esempio le grotte ad Aviatico il "Bus de la Scabla" e "Corna Altezza".

### La civiltà gallica e romana
È con l'età del ferro che le presenze s'intensificano maggiormente nei territori di Castione della Presolana, Colzate, Gazzaniga, Clusone, Casnigo e Parre dove vengono creati veri e propri insediamenti. Proprio a questo periodo risale la dominazione gallica che contribuisce alla modifica del territorio e introduce nuovi metodi di costruzione dei villaggi. Nel II secolo a.C. il Nord Italia viene conquistato dai Romani che avviano il processo di romanizzazione dando al territorio bergamasco una ben definita configurazione giuridico-politica: il territorio viene suddiviso in pagi e vici e si verifica lo spostamento della maggior parte della popolazione dalle zone di alta montagna verso il fondovalle dove si sviluppano i primi centri romani di Albino, Nembro e Alzano Lombardo.

### Il Medioevo
Con il sopraggiungere delle invasioni barbariche nella valle si verificano distruzioni e razzie mentre la vita politica e sociale non viene modificata in quanto gli eserciti barbari non si stanziano nei territori bergamaschi e non li sottomettono. Nel 568 il Nord Italia subisce l'invasione da parte dei Longobardi che occupano anche la Val Seriana e fondano numerosi accampamenti militari e villaggi, mentre nel 774 il territorio diventa di dominio dei Franchi capeggiati da Carlo Magno, di questo periodo non restano comunque grandi testimonianze. Fu il re franco a infeudare i territori della valle al monastero di San Martino di Marmoutier, a Tours venendo poi ripresi nel 1026 dal vescovo di Bergamo Ambrogio II.
I primi documenti recanti i toponimi della Val Seriana risalgono a periodi compresi tra l'VIII e il X secolo: Albine (898, Albino), Alesano (919, Alzano Lombardo), Colgiate (928, Colzate), Floriano (840, Fiorano al Serio), Candino (774, Gandino), Gagianiga (830, Gazzaniga), Leufo (993, Leffe), Sancti Martini sita Nembro (830, Nembro), Larianica (881, Ranica), Sarrio (882, Serio), Vila (856, Villa di Serio).

### L'età comunale
Durante l'età comunale, dalla fine dell'XI fino al XIII secolo, la Val Seriana conosce un periodo di grande splendore soprattutto dal punto di vista commerciale e politico; nascono nuove forme di vita culturale, religiosa e artistica. Anche il paesaggio naturale subisce profonde modifiche a causa della diffusione dei dissodamenti delle colline lungo il fiume Serio e nelle valli laterali e si avvia una vera e propria "agrarizzazione" del territorio, ampliando la coltivazione di prodotti, quali il miglio, il frumento, la segale, fave e rape.
Questa agrarizzazione del territorio, fu resa necessaria per soddisfare le richieste alimentari della popolazione in forte crescita. Nacquero numerosi villaggi detti burgi (potestas comunis burgi de Nimbro et de Alzano, 1303), ma anche villaggi fortificati detti castra (a Gandino, Cene e Albino).
Un'ulteriore evoluzione, questa volta a livello sociale, si ebbe tra il XII e il XIII secolo: documenti attestano la creazione e l'esistenza di numerosi statuti civili. Esempi in tal senso sono conservati a Vertova, Leffe, Gandino, Albino e Casnigo. Ma la vita del tempo era resa particolarmente turbolenta dai violenti scontri tra schieramenti guelfi e ghibellini. I primi, che appoggiavano l'imperatore del Sacro Romano Impero, avevano come riferimento le famiglie Suardi, Mozzi, Lanzi e, a intermittenza, i Colleoni. I secondi invece, con capo le famiglie dei Rivola, dei Comenduni e dei Borghi, con posizioni filo-papali.
Gli scontri fra queste fazioni si verificarono con un'intensità tale da avere pochi eguali nelle altre zone della regione intera. Le cronache infatti ricordano tragici eventi, accaduti nel 1315 e raccontati da Albertino Mussato, in cui persero la vita centinaia, forse migliaia, di persone. Si racconta che i guelfi assaltarono il paese di Nembro, perpetrando saccheggi ed efferati delitti. Di conseguenza i ghibellini andarono alla riscossa, provocando ulteriori carneficine. La guerra era pressoché continua, con attacchi e contrattacchi, agguati e rappresaglie, sconvolgendo tutto il territorio della valle.
Nonostante questo, il commercio della zona crebbe, grazie soprattutto all'industria laniera: Albino, Gandino e Vertova, risultavano essere piazze importanti per il settore, anche grazie a un prodotto denominato panno bergamasco, che, pur non essendo di grande qualità, era estremamente competitivo sul mercato di tutto il Nord Italia. Oltre all'industria laniera si svilupparono altri arti e mestieri, in qualche modo a essa legati: i fabbri (ferarius) per la costruzione e manutenzione di telai, gli arrotini (cortelarius), i calzolai (caligarius), i sarti (sartor), i tessitori (textor) e le ricamatrici (recamatrix).

### Con i Visconti
Nel periodo visconteo la Val Seriana migliorò la propria economia, grazie ai provvedimenti presi dalla nuova signoria in favore dei commerci. Si ebbe anche un miglioramento della produzione di tessuti, tanto che questi vennero richiesti da esponenti della nobiltà e della politica.
Nonostante questo l'economia ebbe gravi ripercussioni a causa del protrarsi degli scontri tra fazioni guelfe e ghibelline, ma anche a causa di una crisi generale che colpì, nel XIV secolo, gran parte dell'Europa, a causa di pestilenze e carestie. Numerose ondate di peste, concentrate nella seconda metà del secolo, provocarono perdite umane stimate attorno alle ventimila unità, come riportato dal Chronicon bergomense.
Nel 1365 un editto visconteo concesse alla valle Seriana un'autonomia amministrativa e fiscale dalla città di Bergamo, fino ad allora mai posseduta. Queste parole sancirono gli accordi 
Con il XV secolo si verifica la fine delle signorie, e il territorio viene assoggettato alla Repubblica di Venezia nel 1428.

### La Serenissima

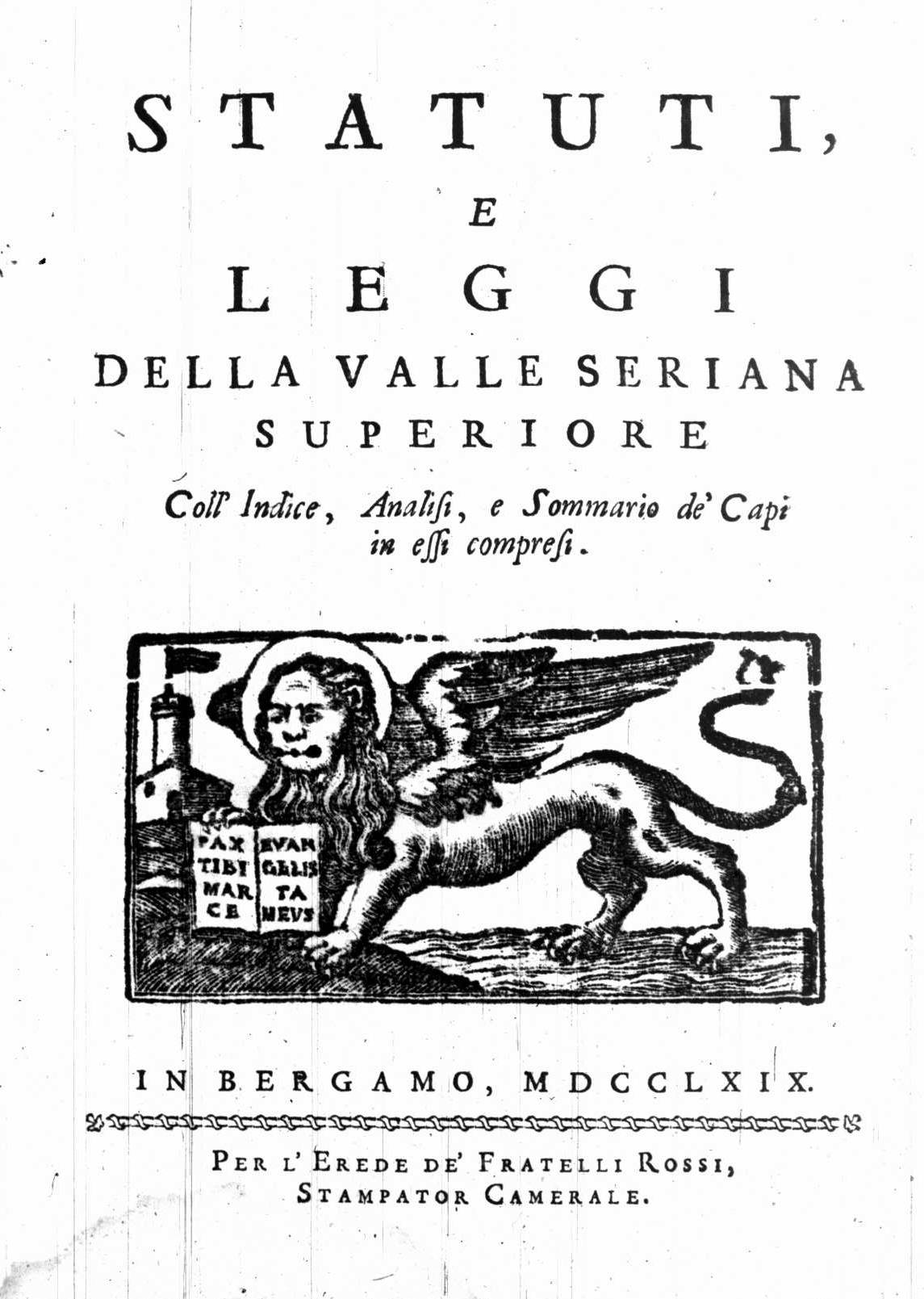
Statuti e leggi della Valle Seriana superiore, 1769

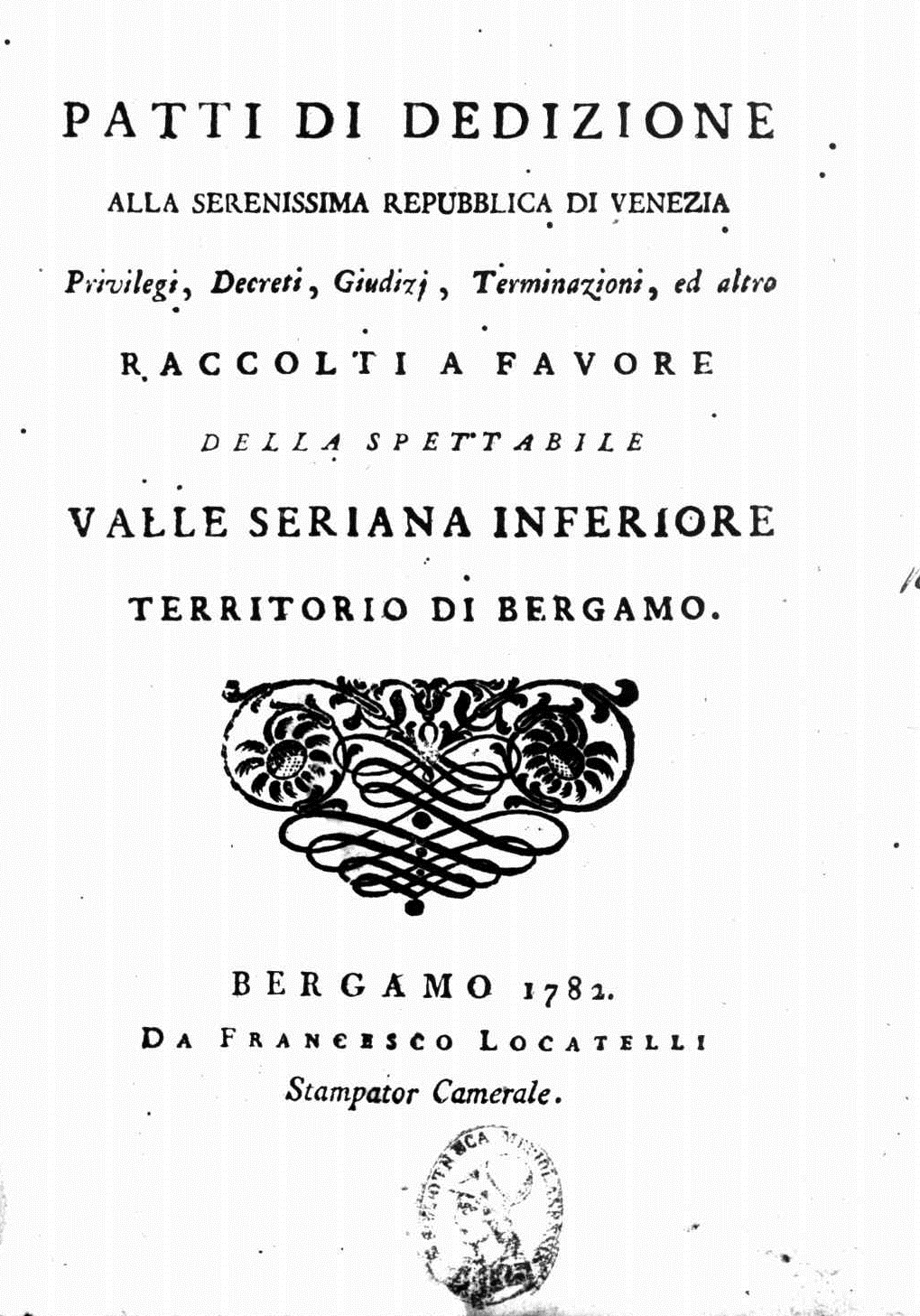
I Girolamo Viani Gagliardelli, Patti di dedizione alla Serenissima Repubblica di Venezia raccolti a favore della spettabile Valle Seriana inferiore, 1782.

L'arrivo della Serenissima portò alla valle notevoli cambiamenti. In primo luogo si verificò il disfacimento delle truppe ghibelline e la conseguente espulsione delle relative famiglie dalla provincia (vedi la famiglia Suardi), che non volevano accettare la nuova dominazione. La Val Seriana, ormai considerata terra di San Marco, possedeva centri urbani in piena espansione economica e demografica: Gandino, Alzano, Nembro e Albino ne sono un esempio. Un'espansione favorita da un accentramento economico che faceva capo a Venezia stessa, garantendo lo scambio di prodotti.
Le attività che risentirono positivamente della nuova rete commerciale furono principalmente le attività manifatturiere.
Casi importanti erano i paesi di Leffe e Gandino, dove la produzione di coperte è rimasta importantissima.

Il capitano Michele Foscarini (18 settembre 1585) così descrive questo fenomeno:
Nel XVII secolo cominciò il declino per questa attività.
Le cause furono la concorrenza straniera, la chiusura dei tradizionali mercati e l'avvento di nuove pestilenze. La peste, arrivata nel 1630, ebbe effetti devastanti sull'intera popolazione che in alcuni paesi venne addirittura dimezzata.
L'economia della valle poté in seguito risollevarsi grazie a nuove innovazioni, tra cui i filatoi. Questi permisero la nascita dell'industria della filatura della seta, che utilizzava l'acqua prelevata dal Serio, e soppiantò i lanifici.

### L'industrializzazione

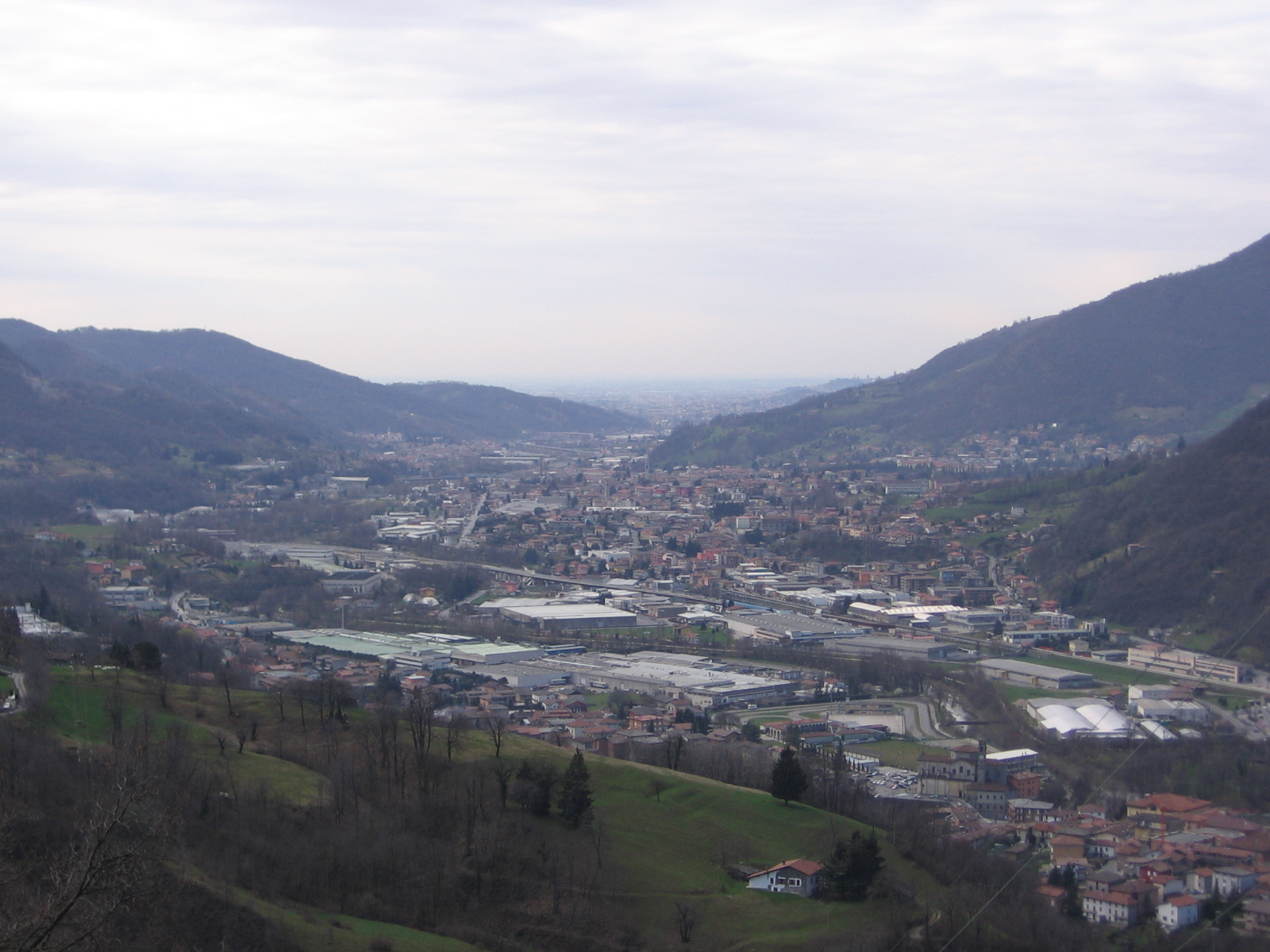
Bassa valle: da Cene verso la pianura

Il volto della Val Seriana, dal termine della dominazione veneta, avvenuta nel 1797, all'avvento dell'industrializzazione fino ad arrivare al Novecento, è cambiato radicalmente.
Dall'inizio del XIX secolo la popolazione cominciò a crescere a dismisura, modificando di conseguenza l'aspetto dei borghi e dei paesi. Questo fu dovuto al miglioramento delle condizioni igieniche, sociali ed economiche della valle. Vi fu un incremento notevole dello sfruttamento minerario della zona, ricca di pietre coti (Pradalunga, Albino e Nembro), marmo (Cene, Albino e Gazzaniga), argilla e lignite (Leffe e Gandino), e mercurio (Val Gandino).
Ma la “rivoluzione industriale” della valle avvenne grazie all'arrivo di investitori stranieri (in prevalenza svizzeri): Zopfi a Ranica, Widmer-Walty a Cene, Blumer a Nembro, Spoerry e Honegger ad Albino, che portarono l'intera valle a livelli d'eccellenza nel mondo del tessile.
Anche l'industria della produzione della carta ha avuto un ruolo importante con le Cartiere Paolo Pigna, sorte nel 1856 ad Alzano, le cartiere Pesenti a Nembro e le cartiere Olivati.
Numerosi sorsero anche i cementifici ad Alzano, Albino e Nembro (Pesenti, Guffanti, Piccinelli): l'unione di queste aziende portò alla costituzione delle Società Italiana dei Cementi, oggi chiamata Italcementi.
In una prima fase dell'industrializzazione la presenza della forza motrice tratta dal fiume Serio (caratterizzata da una pendenza continua) veniva utilizzata localmente, perché non era stato ancora trovato il modo di trasferire l'energia elettrica sulle grandi distanze. Questo favorì il sorgere di un'attività industriale diffusa lungo l'asse del fiume.
Il 21 aprile 1884 venne inaugurata la ferrovia Bergamo-Albino; il 23 agosto la tratta Albino-Vertova e il 23 marzo 1885 venne completata con l'ultimo pezzo Vertova–Ponte Selva. In poco più di quaranta minuti da Albino si poteva raggiungere Bergamo; nel 1912 fu la volta della tranvia Bergamo-Albino. Entrambi gli impianti furono soppressi rispettivamente nel 1967 e 1953; nel 2009 sul sedime ferroviario è stata attivata la nuova tranvia Bergamo-Albino.
Nel XX secolo, la valle subì cambiamenti sostanziali. Alla crescita industriale del dopoguerra, si è infatti associata una crescita edilizia, che ha portato i paesi a unirsi tra loro, creando una conurbazione che va da Bergamo a Colzate.

## Orografia

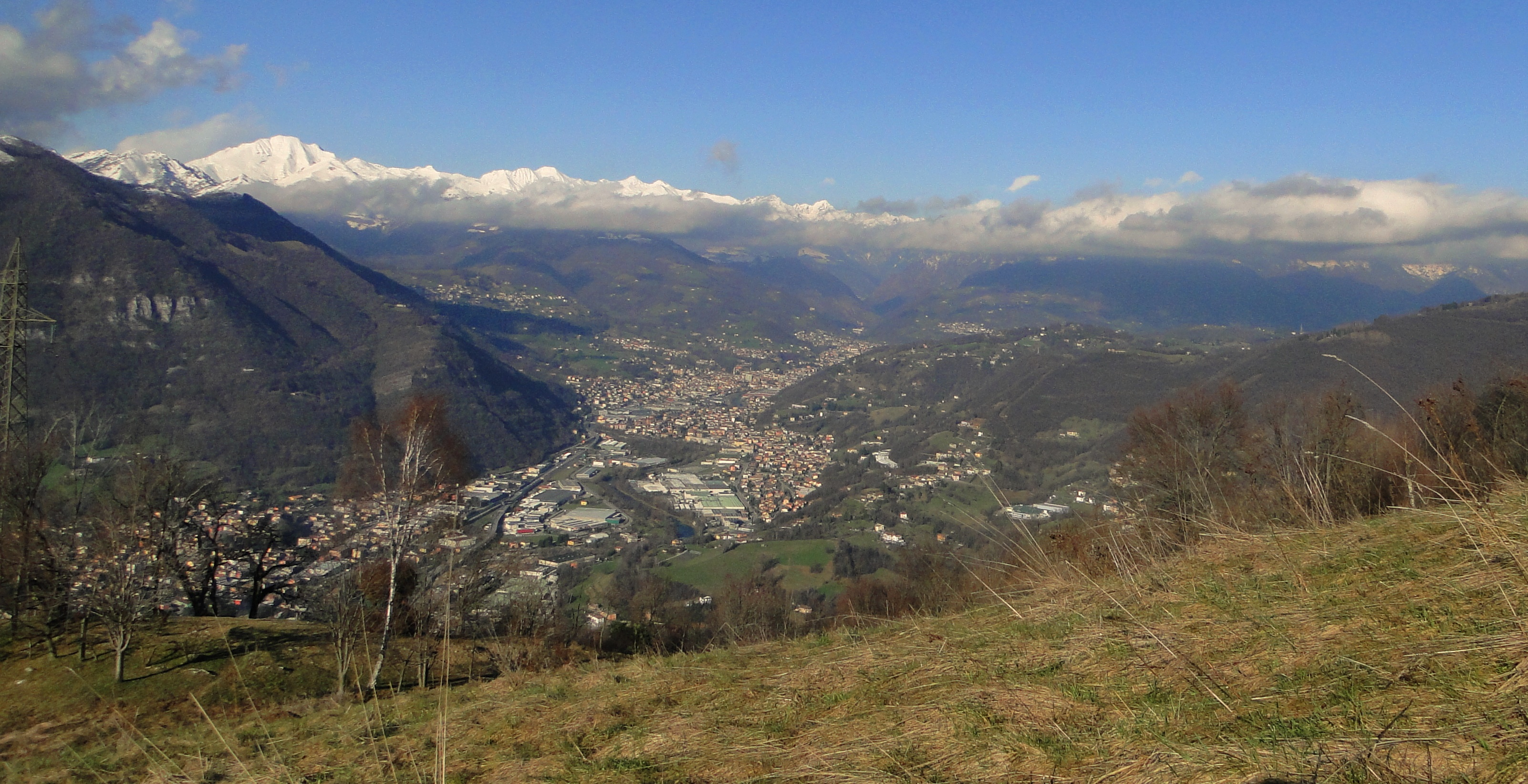
Valle Seriana dal Monte Misma verso Nord.

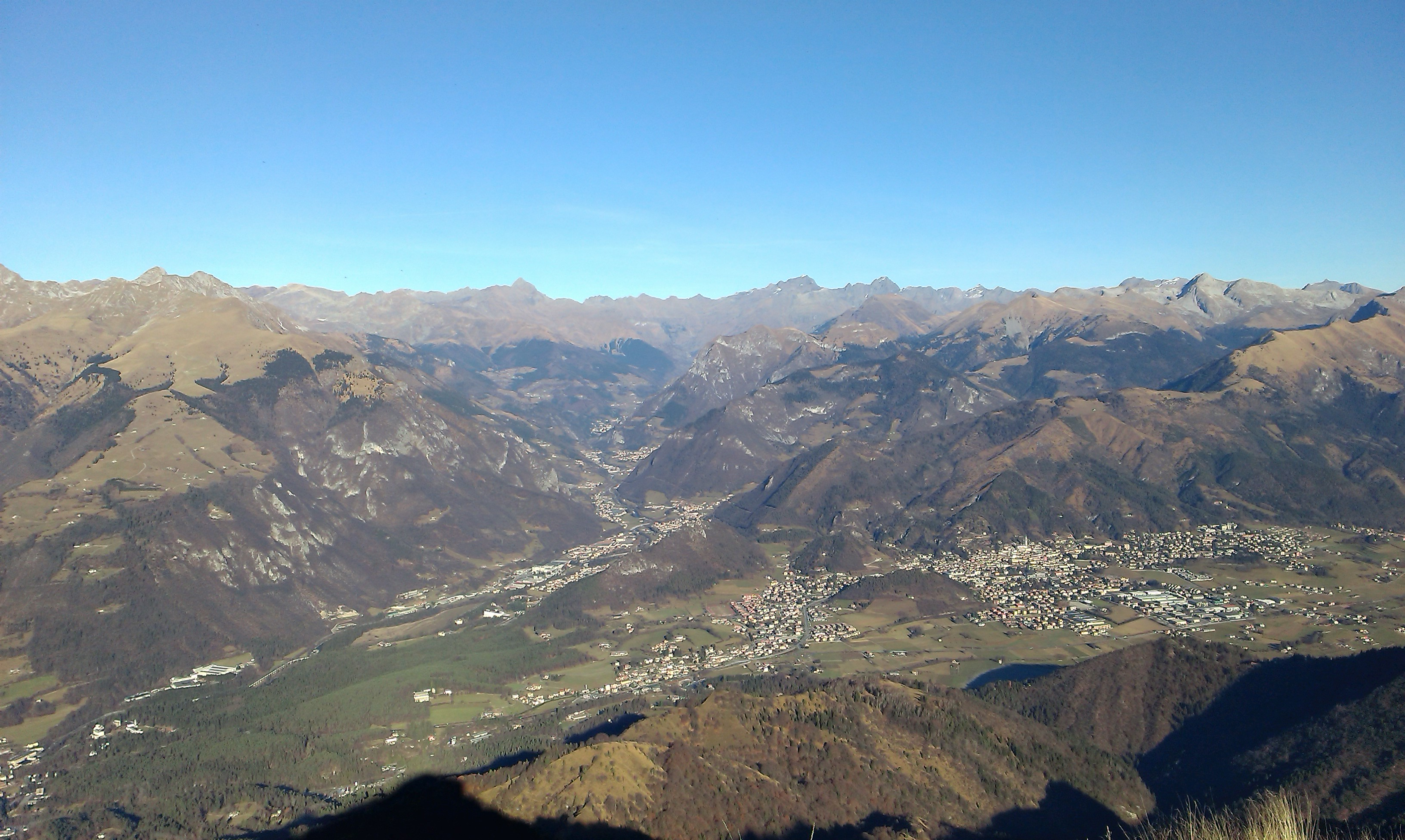
Valle Seriana dal Pizzo Formico verso Nord.

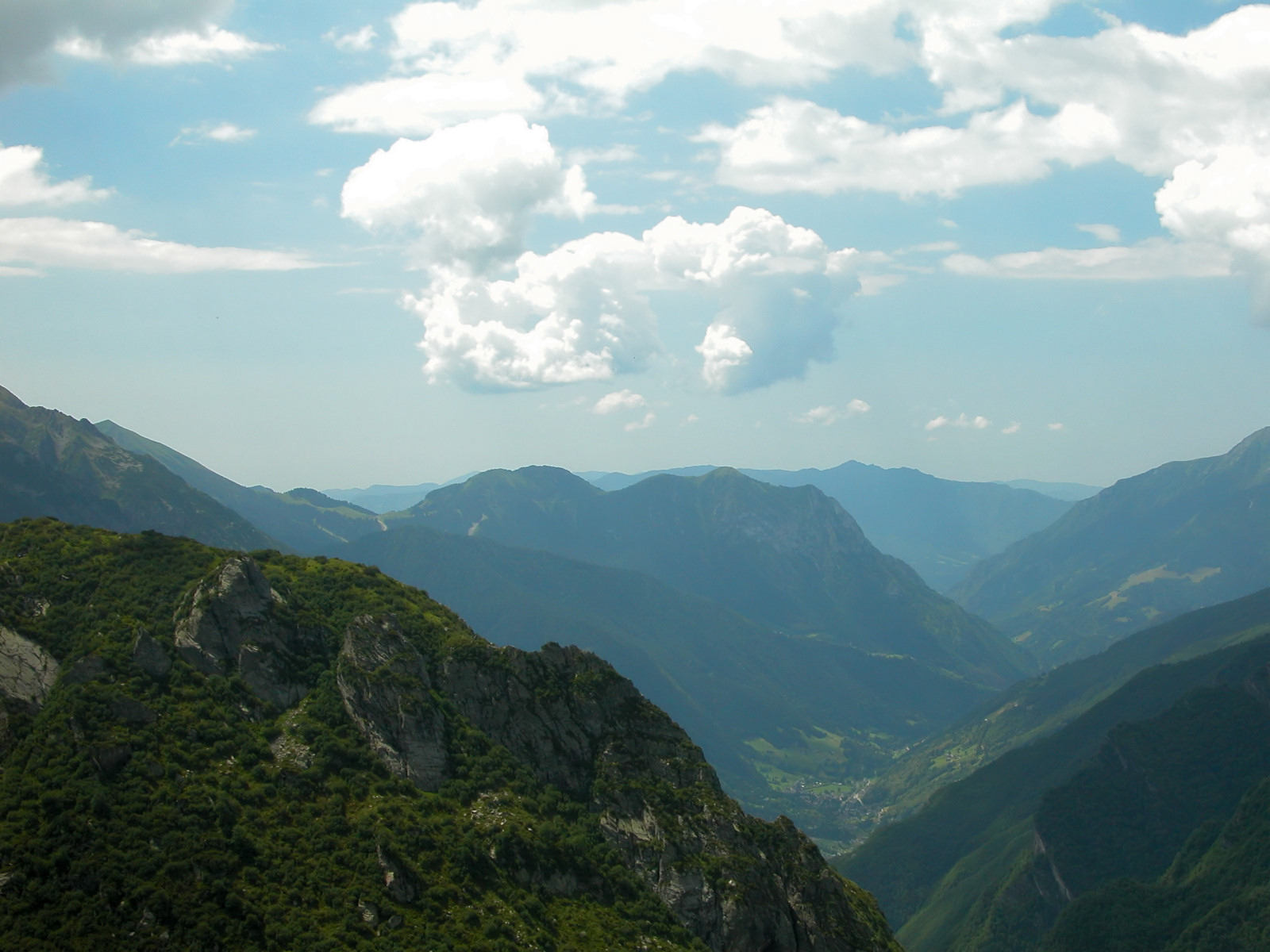
L'alta Val Seriana vista dal sentiero delle Orobie in prossimità del rifugio Baroni al Brunone

La Val Seriana, in base all'orografia del territorio, può essere divisa in tre zone.
Bassa Val Seriana
É caratterizzata da un ampio fondovalle cinto dai primi contrafforti delle Prealpi Bergamasche; ha inizio a Nord-Est della città di Bergamo (comune di Ranica) e si protrae fino ad Albino. Le cittadine di Nembro, Albino e Alzano Lombardo sono i maggiori centri della bassa valle.
Media Val Seriana
Fiancheggiata da monti di medie altitudini e da estesi pianori erbosi che caratterizzano entrambe le sponde orografiche del Serio, dai comuni di Cene/Gazzaniga giunge fino alla località ponte del Costone
(posta tra Casnigo e Ponte Nossa) che convenzionalmente marca il confine con l’alta valle.
Alta Val Seriana
Dalla suddetta località “ponte del Costone” proseguendo verso Nord il Serio assume gradualmente le caratteristiche di un torrente di montagna che attraversa l’alta valle scorrendo tra gli imponenti baluardi delle Alpi Orobie sino alla sua sorgente (comune di Valbondione); quest’ultima ad indicare il punto più settentrionale della valle e dell’intera provincia di Bergamo. Dal punto di vista storico-amministrativo la Valle Seriana comprende anche l’Altopiano di Clusone malgrado esso appartenga solo in parte al bacino orografico del Serio; infatti la zona compresa tra il Passo della Presolana e Rovetta appartiene geograficamente alla Val Borlezza che versa le proprie acque nel Lago d’Iseo ricadendo quindi nel bacino dell’Oglio.
Allontanandosi da Bergamo, dopo una quindicina di chilometri troviamo la Val Gandino, polo turistico, industriale e artistico da secoli. Menzione particolare merita Selvino che si trova sull'altopiano che separa le valli Seriana e Brembana. Prima di giungere in Alta Val Seriana, sulla sinistra vi è la Val del Riso, sede in passato di miniere di zinco.
Dell'Alta Val Seriana nucleo principale è Clusone, che si trova a un'altitudine di 650 m s.l.m. Altri paesi: Gromo, con il suo borgo medioevale; Valcanale, da dove partono molti dei sentieri per le Orobie; Valbondione da cui sono visibili le cascate del Serio, le seconde cascate più alte in Europa, con un tuffo di 315 m. Infine vi sono i paesi montani di Castione della Presolana e Onore. La valle è attraversata dalla strada provinciale che collega Bergamo e Valbondione (lunghezza: 55 km).
Nel territorio vi sono le aree naturalistiche e faunistiche della catena delle Alpi Orobie, il pizzo della Presolana (confine naturale tra le valli Seriana e di Scalve), il Pizzo Formico che troneggia sulla cittadina di Clusone e la Val Vertova.
Tra i centri storico-artistici più noti Clusone, Ardesio, Gromo, Vertova e Oneta
I principali valichi della Val Seriana percorsi da strade carrozzabili sono: il passo della Presolana (1297 m) verso la Val di Scalve, il passo di Zambla (1 264 m) verso le valli Parina/Serina e quindi verso la Val Brembana e il passo del Colle Gallo (763 m) spesso coinvolto nel Giro d'Italia che porta in Val Cavallina. Va inoltre menzionato l’Altopiano di Selvino, su cui sorge l’omonima località di villeggiatura, posto a cavallo tra la bassa Valle Seriana e la valle del torrente Ambriola, tributaria della Val Brembana. 
| Nord                                | Sud                        | Est                                                                                    | Ovest                       |
| ----------------------------------- | -------------------------- | -------------------------------------------------------------------------------------- | --------------------------- |
| - Provincia di Sondrio - Valtellina | - Bergamo - Pianura Padana | - Val Cavallina - Val Borlezza - Valle di Scalve - Provincia di Brescia - Val Camonica | - Val Brembana - Val Serina |

## Economia
Precedentemente l'economia della valle si basava sull'agricoltura. Le colture più diffuse erano quelle del castagno (eccettuata l'Alta Valle), del granturco e della patata (soprattutto a Selvino e Rovetta). Era importante anche l'allevamento di bovini, caprini e ovini. Importanti per i paesi della valle sono state le risorse minerarie nelle località di Gromo, Gandellino, Valbondione e Ardesio, con l'estrazione di argento, siderite nonché arsenico, piombo e antimonio in minore quantità, ma che grazie all'abbondanza dei corsi d'acqua ha permesso la lavorazione dei minerali e la produzione di ferrarezza sui luoghi d'estrazione, portando molta ricchezza sui territorio dell'alta valle.
Dai primi anni del Novecento proprio grazie all'abbondanza dei corsi d'acqua, furono costruite numerosi centrali idroelettriche in particolare nell'Alta Valle dove sono stati costruiti anche numerosi bacini artificiali.
Dopo la seconda guerra mondiale l'agricoltura si ridimensionò lasciando spazio all'industria.
Le principali attività manifatturiere della valle hanno storicamente gravitato attorno al comparto dell'industria tessile (Manifattura Festi Rasini di Villa d'Ogna), meccanotessile e della chimica delle fibre tessili; anche la valle è stata soggetta a un ridimensionamento delle proprie attività industriali durante gli anni ottanta.

## Trasporti

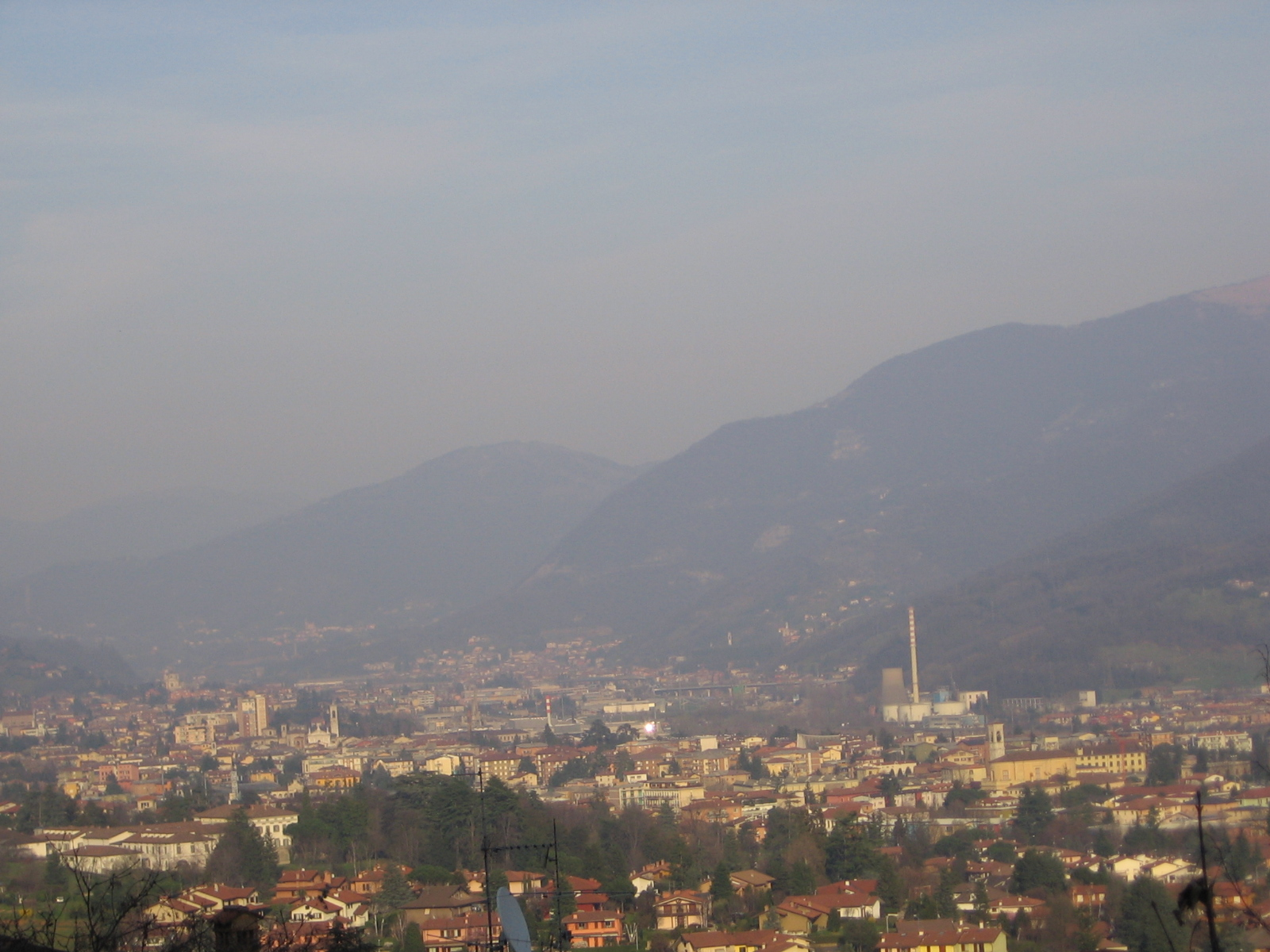
Bassa Valle: Ranica, Alzano e Villa di Serio

La Valle è attraversata dalla ss 671 generalmente identificata come “Superstrada della Valseriana”  che collega l’asse interurbano di Bergamo al Passo della Presolana e quindi alla Val di Scalve. Altre arterie di rilevante importanza sono la sp35 che percorre il tratto Bergamo-Nembro servendo i paesi della bassa valle e la sp49 che si stacca dalla ss671 all’altezza di Parre e raggiunge Valbondione. Fino agli anni sessanta la Val Seriana era attraversata da una ferrovia che raggiungeva Clusone, il maggior centro montano. La ferrovia venne in seguito smantellata nel 1967. Dal 2009 parte della tratta (Bergamo-Albino) è stata riaperta come linea tramviaria che serve i paesi della bassa valle.
Il frazionamento amministrativo del territorio (alcuni comuni hanno estensioni ridottissime e poche centinaia di abitanti) ha reso per molti anni impossibile l'accordo politico necessario per risolvere il problema della viabilità che è rimasto a lungo il più critico in termini di impatto sulla qualità della vita degli abitanti.
Inoltre, dopo essere stata oggetto di proteste per il decennale ritardo nei lavori di realizzazione, vi è la nuova strada provinciale che collega Cene a Nembro per poi piegare verso est e giungere a connettersi all'asse interurbano a Pedrengo attraverso le gallerie scavate sotto il colle di Gavarno.
Il primo tratto, da Nembro ad Albino, è stato aperto il 12 gennaio 2007, il secondo, da Albino a Cene, il 1º giugno 2007, mentre l'apertura dell'ultimo tratto Nembro-Pedrengo è avvenuta il 7 gennaio 2008.
Questa ha permesso di ridurre di ben il 58% il traffico nei centri abitati dei paesi della medio-bassa valle (in particolar modo Pradalunga, Albino, Nembro e Cene), permettendo una maggior vivibilità agli abitanti.
Un altro fondamentale intervento viabilistico recentemente completato, che riguarda la mobilità pedonale e su bicicletta, è costituito dalla pista ciclopedonale che collega l'hinterland della città di Bergamo con Clusone. Questa attraversa gran parte dei comuni della valle, nonché il "Parco del Serio Nord", e permette a residenti e turisti di usufruire di spazi naturalistici alla portata di chiunque.

## Itinerari artistici

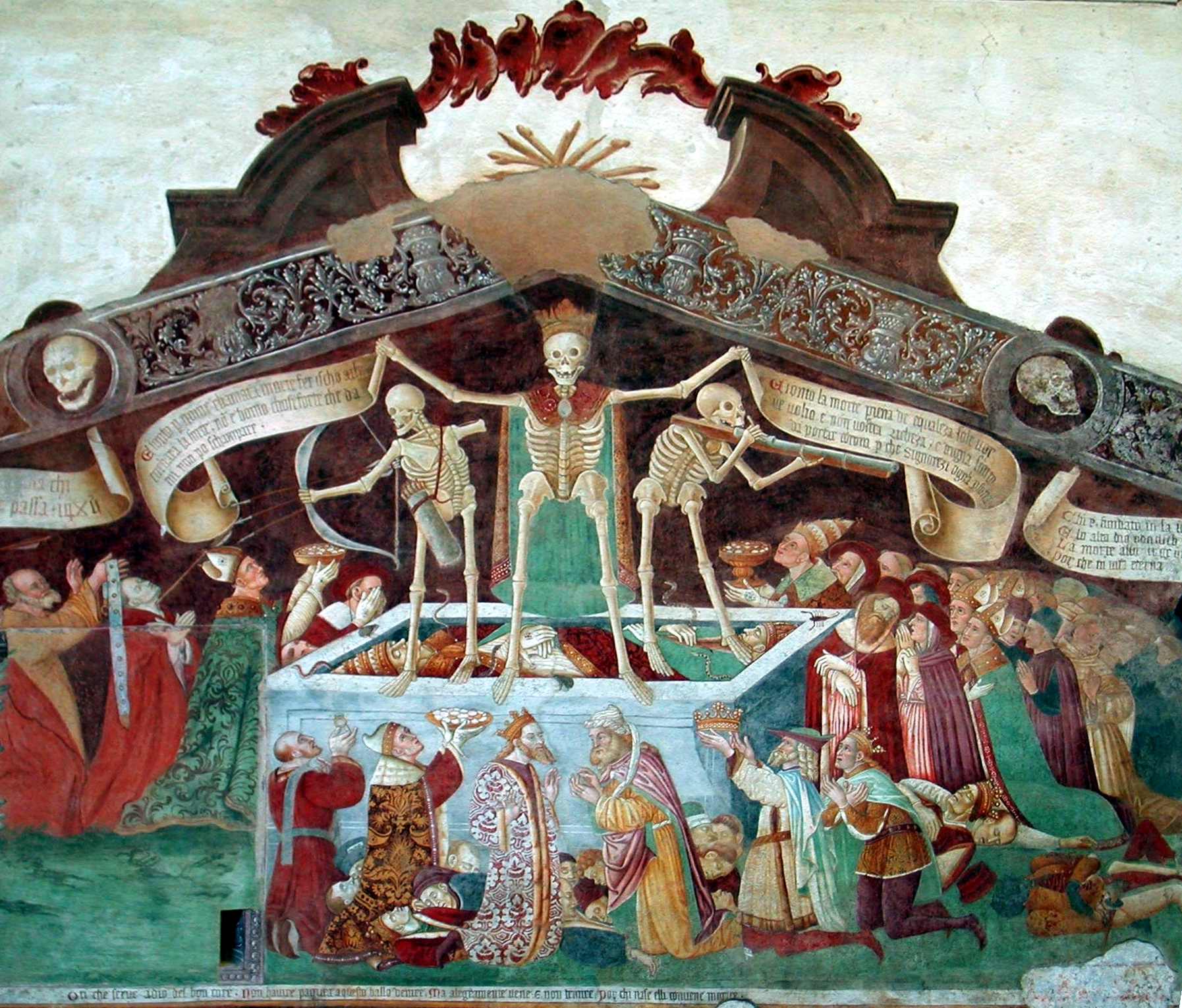
Il Trionfo della Morte in facciata dell'Oratorio dei Disciplini (Clusone)

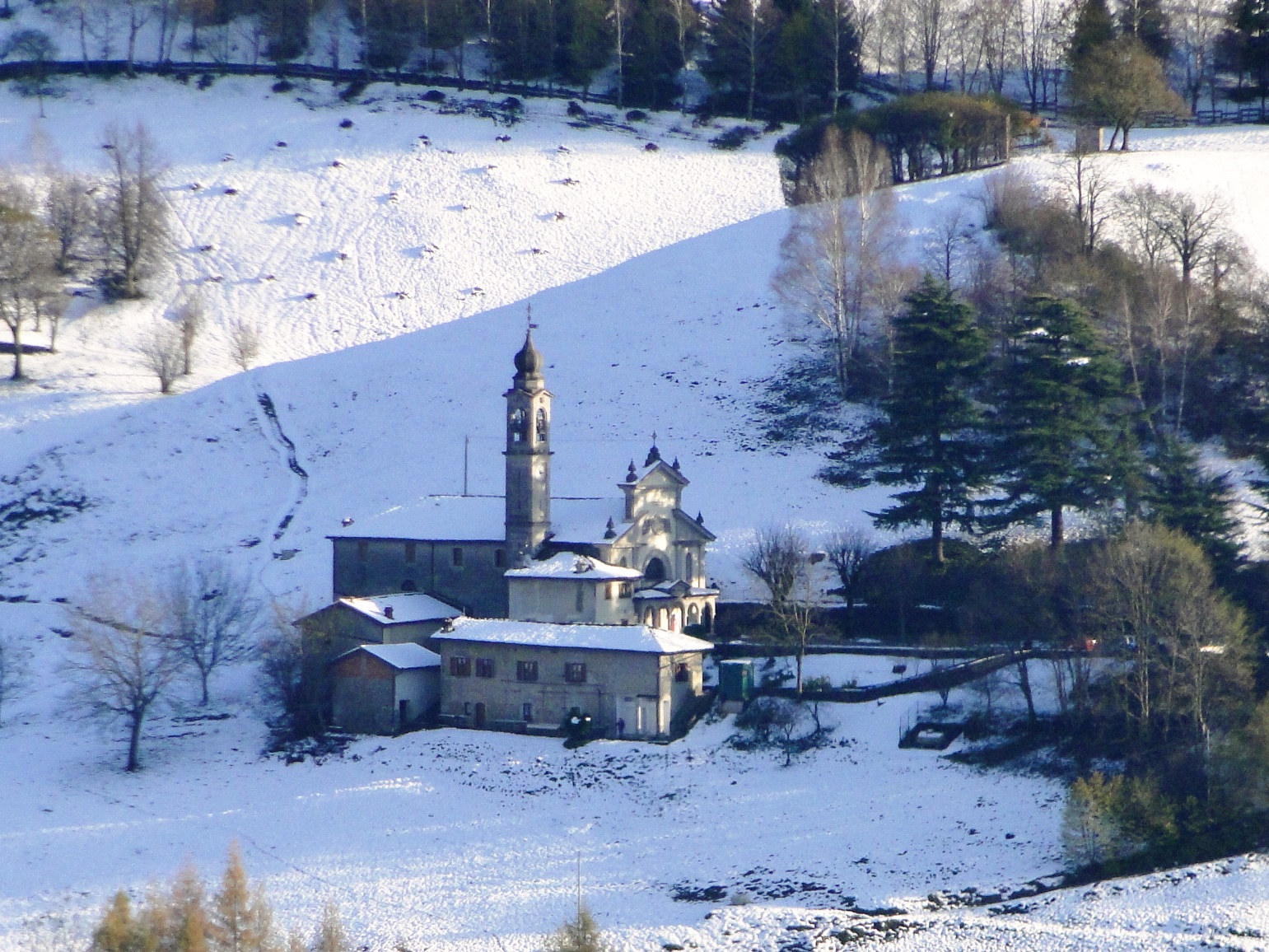
Santuario della Madonna d'Erbia

In Val Seriana si possono effettuare numerosi itinerari tematici sia culturali sia artistici.
Uno dei più importanti è il percorso dedicato ai santuari mariani, e non solo, che ogni anno attira molti fedeli. Ciò che lega la maggior parte di questi santuari è che in ognuno dei paesi nei quali sorgono si tramanda che siano avvenuti eventi straordinari come l'apparizione della Madonna, o la lacrimazione di una sua immagine. Questi eventi sono spesso legati a leggende che sono narrate di generazione in generazione.
I principali santuari della Val Seriana sono:
- Il santuario della Beata Vergine Addolorata a Nembro
- Il santuario della Madonna della Gamba ad Albino
- Il santuario della Beata Vergine del monte Altino a Vall'Alta di Albino
- Il santuario di San Patrizio a Colzate
- Il santuario della Beata Vergine del Buon Consiglio a Villa di Serio
- Il santuario della Madonna del Giglio a Nese
- Il Santuario della Madonna della Forcella a Pradalunga
- Il santuario Madonna del Pianto ad Albino
- Il santuario della Madonna delle Grazie ad Ardesio
- Il santuario della Madonna delle Grazie a Cene
- Il santuario della Madonna d'Erbia a Casnigo
- Il santuario della Madonna delle Grazie a Peia
- Il santuario della Madonna delle Lacrime a Ponte Nossa
- Il santuario della Madonna del Frassino a Oneta
- Il santuario del Beato Alberto a Villa d'Ogna

Altro aspetto che lega la storia di questi santuari è la presenza di opere di Andrea Fantoni e della famiglia e di alcuni tra i maggiori artisti nella zona.

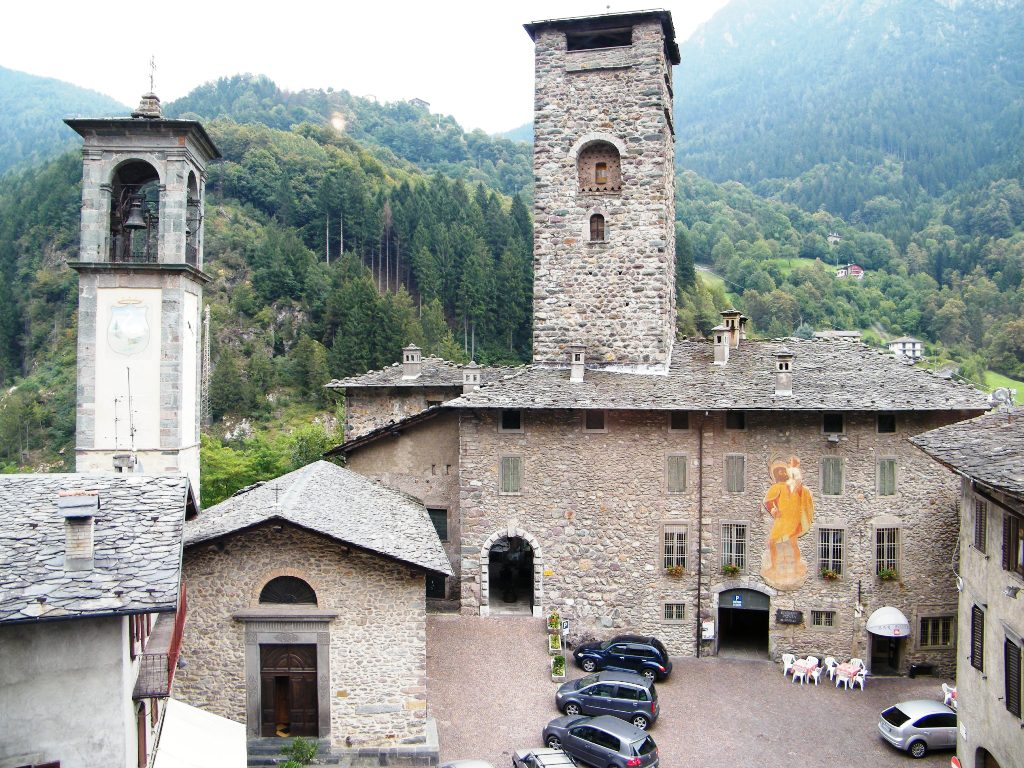
Castello Ginami e chiesa di San Gregorio - Gromo (Foto Luca Giarelli)

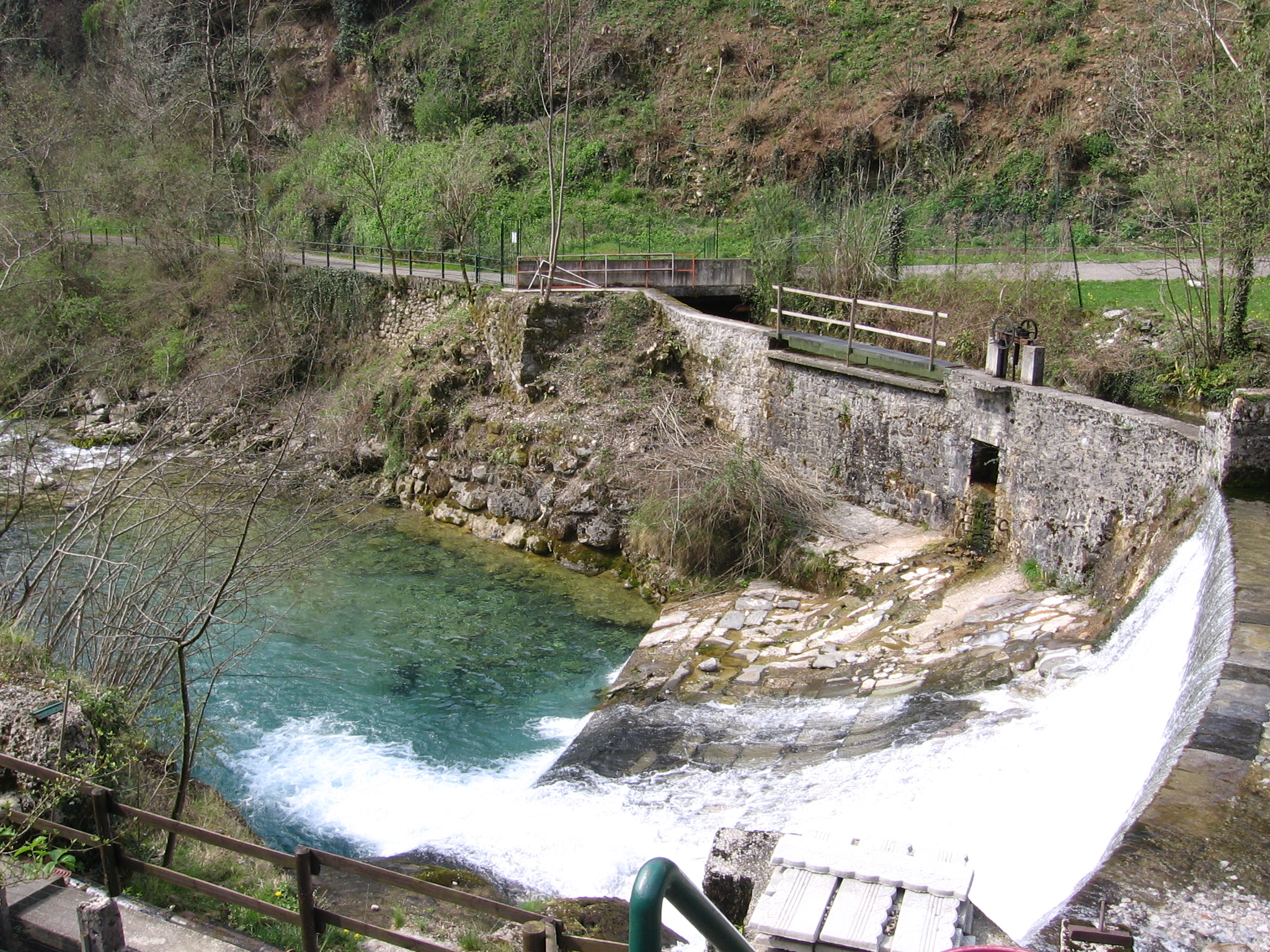
Il torrente Nossana a valle dell'omonima sorgente

Altri interessanti itinerari che in questi ultimi anni sono stati istituiti sono:
- La zona delle miniere in località Riso di Gorno e Gorno, dove si possono visitare le vecchie miniere ristrutturate.
- Il Museo dei magli ad acqua a Ponte Nossa con visite guidate e dimostrazioni, frequentate soprattutto dalle scolaresche.
- La Sorgente Nossana che sgorga vicino ai magli, con la sua portata di acqua di ottima qualità, serve i fabbisogni idrici di 118000 persone nella provincia di Bergamo[7].
- Torre Boldone  - Portale SITIP  - opera dell'Artista Francesco Lussana
- Villa di Serio  - Struttura OMCN Interruttore ITALGEN  - opera dell ' Artista Francesco Lussana
- Nese ( Alzano Lombardo)  - ZEROWATT  - opera dell ' Artista Francesco Lussana
- Colzate - Steli EN 10219 - opera dell ' Artista Francesco Lussana

Monumenti degni di interesse sono:
- l'Orologio planetario Fanzago, Clusone
- il complesso della Danza macabra e dell'oratorio dei Disciplini, Clusone
- la basilica di Santa Maria Assunta, Clusone
- la basilica di Santa Maria Assunta, Gandino

## Suddivisioni amministrative
Il suo territorio comprende i 38 comuni, raggruppati nella Comunità montana della Valle Seriana:
1. Albino
2. Alzano Lombardo
3. Ardesio
4. Aviatico
5. Casnigo
6. Castione della Presolana
7. Cazzano Sant'Andrea
8. Cene
9. Cerete
10. Clusone
11. Colzate
12. Fino del Monte
13. Fiorano al Serio
14. Gandellino
15. Gandino
16. Gazzaniga
17. Gorno
18. Gromo
19. Leffe
20. Nembro
21. Oltressenda Alta
22. Oneta
23. Onore
24. Parre
25. Peia
26. Piario
27. Ponte Nossa
28. Pradalunga
29. Premolo
30. Ranica
31. Rovetta
32. Selvino
33. Songavazzo
34. Valbondione
35. Valgoglio
36. Vertova
37. Villa d'Ogna
38. Villa di Serio